# Prueba nuclear de Corea del Norte de 2009
La prueba nuclear de Corea del Norte de 2009 fue una  detonación subterránea de una bomba atómica, informada por el gobierno coreano y producida el 25 de mayo de 2009 en Corea del Norte. Esta podría ser la segunda prueba nuclear norcoreana que se ha reportado, luego de la primera realizada en octubre de 2006. El país también lanzó tres misiles de corto alcance.

## Sanción
Debido a este ensayo nuclear, el 10 de junio de 2009, el Consejo de Seguridad de la Organización de Naciones Unidas (ONU), más Japón y Corea del Sur, han llegado a un acuerdo respecto a una serie de sanciones en contra de Corea del Norte, ampliando las que ya se han aplicado a este estado por su ensayo nuclear del 2006, que nunca se han llevado a cabo. Se sospecha que una de las medidas adoptadas pueda ser el bloqueo de cualquier embarcación, tanto entrante o saliente de Corea del Norte, sospechosa de transportar material prohibido.